# Rhynchostruthus socotranus
Il frosone di Socotra (Rhynchostruthus socotranus Sclater & Hartlaub, 1881) è un  uccello passeriforme della famiglia dei Fringillidi.

## Descrizione

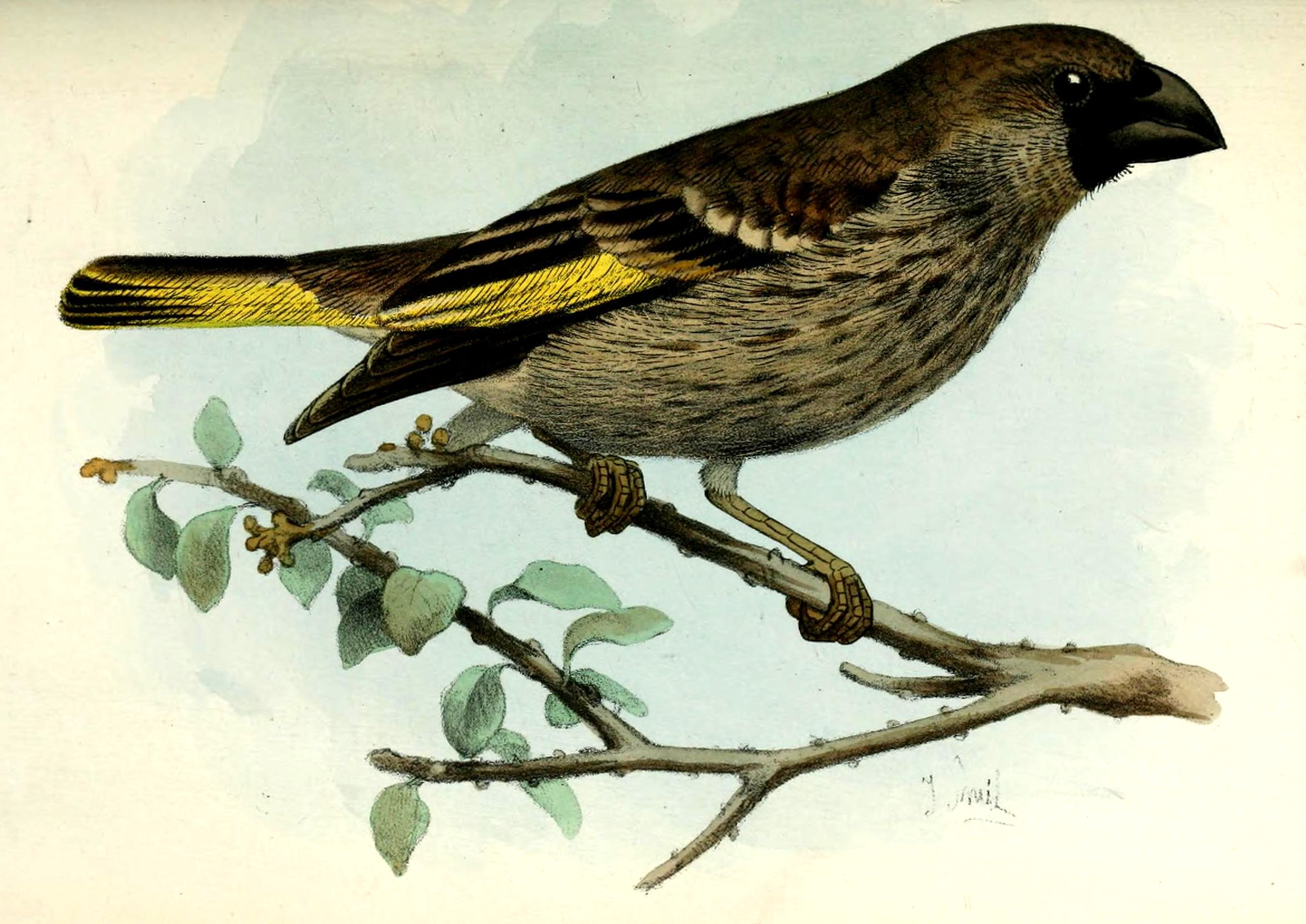
Illustrazione di giovane.

### Dimensioni
Misura 14–15 cm di lunghezza, per un peso di 25-39 g.

### Aspetto
Si tratta di uccelli dall'aspetto massiccio e robusto, muniti di grossa testa e forte becco conico, dall'aspetto vagamente simile a un frosone o a un padda.
Il piumaggio presente dimorfismo sessuale: i maschi presentano testa e petto neri, guance bianche, nuca e corpo grigi (più chiaro ventralmente e più scuro dorsalmente), sottocoda bianco, coda nera, così come nere sono le penne remiganti, con l'ala e la coda che presentano inoltre barratura laterale gialla similmente a quanto osservabile nei cardellini. Nelle femmine il nero cefalico è meno brillante ed esteso, mentre la colorazione complessiva è in genere più scialba. In ambedue i sessi, il becco è nero, gli occhi sono di colore bruno e le zampe sono di color carnicino-nerastro.

## Biologia
Si tratta di uccelli dalle abitudini diurne, che vivono in coppie, gruppi familiari o gruppetti che passano la maggior parte della giornata al suolo o fra i cespugli alla ricerca di cibo, salvo poi fare ritorno nelle aree alberate più in quota per trovare un rifugio per la notte.

### Alimentazione
Si tratta di uccelli granivori, la cui dieta si compone specialmente di semi (soprattutto di euforbiacee), i cui duri involucri non rappresentano un grosso problema per il forte becco del frosone di Socotra: essi integrano inoltre la propria dieta anche con frutti e bacche (soprattutto di lauracee e ginepro), germogli e molto sporadicamente anche piccoli invertebrati.

### Riproduzione
Il periodo degli amori si estende fra dicembre e febbraio: i maschi corteggiano le femmine svolazzando in maniera simile a quanto osservabile nei verdoni, cantando a squarciagola da posatoi in evidenza fra i cespugli e seguendole con le penne arruffate, tenendo la coda alzata e le ali puntate verso il basso, mettendo bene in evidenza il giallo presente su queste parti.
Si tratta di uccelli monogami, che portano avanti una singola covata l'anno. La costruzione del nido (a forma di coppa, edificato alla biforcazione di un ramo di albero o un cespuglio intrecciando fibre vegetali ed imbottendo l'interno con lanugine) e la cova delle 3-5 uova, che dura circa due settimane, sono a completo carico della femmina, che viene nel frattempo nutrita dal maschio: i nidiacei vengono invece accuditi da ambedue i partner per circa tre settimane, quando sono pronti per l'involo e si rendono indipendenti.

## Distribuzione e habitat
Come intuibile sia dal nome comune che dal nome scientifico, il frosone di Socotra è endemico dell'isola yemenita di Socotra, della quale occupa le aree semiaride con rada copertura cespugliosa e arborea.